# HEAVEN (Tourbillonの曲)
「HEAVEN」（ヘヴン）は、Tourbillonのデビューシングルである。2005年9月7日に発売された。
オリコンチャート初登場・最高位12位。

## 概要
- 2004年の河村隆一カウントダウン（カウントアップ）ライブで年明け一発目に初披露された楽曲である。
- 初披露当時はユニット結成を公表していなかったが、メンバーのINORANと葉山拓亮がゲストとして出演していた。
  - 「HEAVEN」自体のデモテープは河村隆一のアルバム『VANILLA』制作時から存在していた。数あるデモテープの中から一曲だけ歌詞が載っているものが「HEAVEN」であった。その後、INORANにRYUICHI自身が2004年のカウントアップライブで演奏しないかと打診した。
  - RYUICHIは「HEAVEN」を「居心地のいい曲」「特別な光を持っていた」と評価している。
- 「HEAVEN」をシングルカットするのはエイベックスのスタッフ・バンドメンバーの満場一致で決定したという。
- 後に発売される同名アルバム『HEAVEN』の中に収録されている曲はこの「HEAVEN」を軸に少しずつ世界観を引用している。
- テレビ朝日「プロマーシャル」としてタイアップされた。
- カップリングの「Crisis of my life」はサマンサタバサ銀座店のイメージソングとして店内で流された。

## 収録曲
1. HEAVEN
（作詞・作曲：H.Hayama/編曲：Tourbillon）
2. Crisis of my life
（作詞：RYUICHI/作曲：H.Hayama・RYUICHI/編曲：Tourbillon）
3. HEAVEN - instrumental
4. Crisis of my life -instrumental